# Alopoglossus romaleos
Alopoglossus romaleos — вид ящірок родини Alopoglossidae. Ендемік Колумбії.

## Поширення і екологія
Alopoglossus romaleos відомі з типової місцевості, розташованої на західних схилах гірського масиву Сьєрра-Невада-де-Санта-Марта в департаменті Магдалена. Вони живуть у вологих гірських і хмарних тропічних лісах та на узліссях, серед опалого листя. Зустрічаються на висоті від 1800 до 2000 м над рівнем моря.